# Dicranopteris subpectinata
Dicranopteris subpectinata är en ormbunkeart som först beskrevs av Christ, och fick sitt nu gällande namn av C. M. Kuo. Dicranopteris subpectinata ingår i släktet Dicranopteris och familjen Gleicheniaceae. Inga underarter finns listade.